# Zielony Lasek (powiat gołdapski)
Zielony Lasek (niem. Grünwalde) – kolonia w Polsce, w województwie warmińsko-mazurskim, w powiecie gołdapskim, w gminie Banie Mazurskie.
W latach 1975–1998 miejscowość należała administracyjnie do województwa suwalskiego.

## Nazwa
28 marca 1949 r. ustalono urzędową polską nazwę miejscowości – Zielony Lasek, określając drugi przypadek jako Zielonego Laska, a przymiotnik – zielonolasecki.